# Christiane Paul
Christiane Paul (Pankow, Berlim, 8 de março de 1974) é uma modelo e atriz alemã vencedora do Prêmio Emmy. Atualmente ela é uma das atrizes mais populares da Alemanha.

## Biografia
Christiane Paul trabalhou pela primeira vez como modelo, posando para revistas como a Bravo. Após terminar o colegial em 1992, ela decidiu estudar medicina, seguindo os passos de seu pai, ela obteve seu doutorado em 2002 e trabalhou como cirurgiã durante dois anos. Aos 17 anos, Christiane conseguiu seu primeiro papel de liderança no filme Deutschfieber, co-estrelando com prolífico ator alemão Tilo Prückner. No seu filme seguinte, Ich und Christine, Paul também trabalhou com outra estrela alemã, Götz George. Ela recebeu seu primeiro prêmio de atuação em 1996, o prestigioso Max Ophüls, pelo filme Ex. 
Em 2016, ela venceu o Emmy Internacional de Melhor Atriz por seu papel no telefilme Unterm Radar.

## Filmografia
| Ano  | Título                                                | Papel                   | Nota(s)                                    |
| ---- | ----------------------------------------------------- | ----------------------- | ------------------------------------------ |
| 1992 | Deutschfieber                                         | Sascha Busch            |                                            |
| 1993 | Ich und Christine                                     | Christine               |                                            |
| 1995 | Alles außer Mord!                                     | Laura Briest            | Série de TV                                |
| 1995 | Nur der Sieg zählt                                    | Claudia Schumacher      | Telefilme                                  |
| 1995 | Ex                                                    | Sarah                   | Telefilme                                  |
| 1995 | Unter der Milchstraße                                 |                         |                                            |
| 1996 | Workaholic                                            | Rhoda Tramitz           |                                            |
| 1996 | Boomtown Berlin                                       |                         | Série de TV                                |
| 1996 | Zwei Leben hat die Liebe                              | Jule                    | Telefilme                                  |
| 1997 | Knockin' on Heaven's Door                             | Verkäuferin Boutique    |                                            |
| 1997 | A Vida É Tudo Que Temos                               | Vera                    |                                            |
| 1997 | Dumm gelaufen                                         | Sabrina Rotenbacher     |                                            |
| 1997 | Der Schutzengel                                       | Maria Fender            | Telefilme                                  |
| 1998 | Der Pirat                                             | Meike                   | Telefilme                                  |
| 1998 | Zucker für die Bestie                                 | Tanja Krieger           | Telefilme                                  |
| 1998 | Mammamia                                              | Paula                   | Telefilme                                  |
| 1999 | Götterdämmerung - Morgen stirbt Berlin                | Sandra Fechtner         |                                            |
| 1999 | Die Häupter meiner Lieben                             | Cora                    |                                            |
| 2000 | Marlene - O Mito, A Vida, O Filme                     | Tamara Matul            |                                            |
| 2000 | Freunde                                               | Caro                    |                                            |
| 2000 | Em Julho                                              | Juli                    |                                            |
| 2001 | Partner akut                                          | Ente Angelika (voz)     | Curta-metragem                             |
| 2002 | Väter                                                 | Ilona                   |                                            |
| 2002 | Himmelreich auf Erden                                 | Julie Stiller           | Telefilme                                  |
| 2003 | Echte Männer?                                         | Sophie                  |                                            |
| 2004 | Der Auftrag                                           | Engel der Verzweiflung  |                                            |
| 2004 | Außer Kontrolle                                       | Lisa Korff              |                                            |
| 2004 | Sergeant Pepper                                       | Verdächtige             |                                            |
| 2005 | Küss mich, Hexe!                                      | Karla                   | Telefilme                                  |
| 2005 | Gefühlte Temperatur                                   | Sabine                  | Curta-metragem                             |
| 2005 | Im Schwitzkasten                                      | Nadinchen Molinski      |                                            |
| 2005 | Die Nacht der großen Flut                             | Gerda Brandt            | Telefilme                                  |
| 2006 | Felix 2 - Der Hase und die verflixte Zeitmaschine     | Olabisi (voz)           |                                            |
| 2006 | Reine Formsache                                       | Pola                    |                                            |
| 2006 | Die Tote vom Deich                                    | Lona Vogt               | Telefilme                                  |
| 2007 | Ein verlockendes Angebot                              | Maria Werther           |                                            |
| 2007 | Copacabana                                            | Angelika                | Telefilme                                  |
| 2007 | Vorne ist verdammt weit weg                           | Chantal                 |                                            |
| 2008 | A Onda                                                | Anke Wenger             |                                            |
| 2008 | Trilogia II: a poeira do tempo                        | Helga                   |                                            |
| 2009 | Sonho do Menino Lipe                                  | Serafina / Wirtstochter |                                            |
| 2009 | Ob ihr wollt oder nicht!                              | Susanne Brühl           |                                            |
| 2010 | Der grosse Kater                                      | Dr. Bässler             |                                            |
| 2010 | Jerry Cotton                                          | Zanuck                  |                                            |
| 2011 | Der Verdacht                                          | Maja Reichardt          |                                            |
| 2011 | Hindenburg: The Last Flight                           | Anna Kerner             | Série de TV                                |
| 2011 | Ein mörderisches Geschäft                             | Alina Liebermann        |                                            |
| 2012 | Lara                                                  |                         |                                            |
| 2012 | Vatertage - Opa über Nacht                            | Vanessa                 |                                            |
| 2012 | Der Doc und die Hexe                                  | Dr. Sophie Schöner      | Série de TV                                |
| 2012 | As Irmãs Vampiras                                     | Elvira Tepes            |                                            |
| 2013 | Das Adlon. Eine Familiensaga                          | Undine Adams            | Minissérie                                 |
| 2013 | Os Filhos da Guerra                                   | Lilja                   | Minissérie                                 |
| 2013 | Eltern                                                | Christine               |                                            |
| 2013 | Helden - Wenn Dein Land Dich braucht                  | Sophie Ritter           |                                            |
| 2014 | Lola auf der Erbse                                    | Loretta Lachmann        |                                            |
| 2014 | Doktorspiele                                          | Andis Mutter            |                                            |
| 2014 | Der Fall Bruckner                                     | Jacqueline Bremer       | Telefilme                                  |
| 2014 | As Irmãs Vampiras 2: O Amor Floresce                  | Elvira Tepes            |                                            |
| 2014 | Der Kleine Medicus - Geheimnisvolle Mission im Körper | Micro Minitec (voz)     |                                            |
| 2014 | Die Sache mit der Wahrheit                            | Michelle                | Telefilme                                  |
| 2015 | Die Himmelsleiter                                     | Anna Roth               | Telefilme                                  |
| 2015 | Unterm Radar                                          | Elke Seeberg            | Venceu: Emmy Internacional de Melhor Atriz |
| 2015 | Mein gebrauchter Mann                                 | Sophie                  | Telefilme                                  |
| 2015 | Der Lack ist ab                                       | Jutta                   | Série de TV                                |
| 2015 | Der Beobachter                                        | Tara Caine              | Telefilme                                  |
| 2016 | Nie mehr wie es war                                   | Nike Frese              | Telefilme                                  |
| 2016 | Die Welt der Wunderlichs                              | Manuela Wunderlich      |                                            |
| 2016 | Paranoid                                              | Linda Felber            | Minissérie                                 |
| 2016 | Die Vampirschwestern 3 – Reise nach Transsilvanien    | Elvira Tepes            |                                            |
| 2017 | Mr. Rudolpho's Jubilee                                | Anja                    |                                            |
| 2017 | Ostfriesenkiller                                      | Telefilme               |                                            |
| 2017 | Ein Fisch namens Liebe                                | Vicky                   | Telefilme                                  |
| 2017 | Tatort                                                | Série de TV, 1 episódio |                                            |
| 2018 | Direção Explosiva                                     | Simone Brendt           |                                            |
| 2018 | Saat des Terrors                                      | Jana Wagner             | Telefilme                                  |
| 2018 | Ostfriesenblut                                        | Ann Kathrin Klaasen     | Telefilme                                  |
| 2018 | Ostfriesensünde                                       | Ann Kathrin Klaasen     | Telefilme                                  |
| 2018 | Counterpart: Mundo Paralelo                           | Mira                    | Série de TV                                |
| 2019 | 8 Dias                                                | Susanne                 | Série de TV                                |
| 2019 | Was gewesen wäre                                      | Astrid                  |                                            |
| 2019 | Zeit der Geheimnisse                                  | Sonja                   | Minissérie                                 |
| 2020 | Les rivières pourpres                                 | Professora Vialle       |                                            |
| 2020 | Parlement                                             | Ingeborg Becker         | Série de TV                                |
| 2020 | Playing God                                           | Prof. Litten            | Telefilme                                  |
| 2021 | Borga                                                 | Lina                    |                                            |
| 2021 | FBI: International                                    | Katrin Jaeger           | Série de TV                                |
| 2021 | Es ist nur eine Phase, Hase                           | Emilia                  |                                            |
| TBA  | Der Räuber Hotzenplotz                                | Witwe Schlotterbeck     | pós-produção                               |

## Prêmios e indicações
| Ano  | Prêmio                       | Categoria                    | Resultado |
| ---- | ---------------------------- | ---------------------------- | --------- |
| 1996 | Max Ophüls Festival          | Atriz Revelação              | Venceu    |
| 1997 | Bavarian Film Awards         | Atriz Revelação              | Venceu    |
| 1998 | Golden Camera                | Lilli Palmer Memorial Camera | Venceu    |
| 2010 | Bambi Awards                 | Melhor Atriz                 | Indicado  |
| 2015 | Baden-Baden TV Film Festival | Prêmio Especial              | Venceu    |
| 2016 | Emmy Internacional           | Melhor Atriz                 | Venceu    |